# Mr. Lif

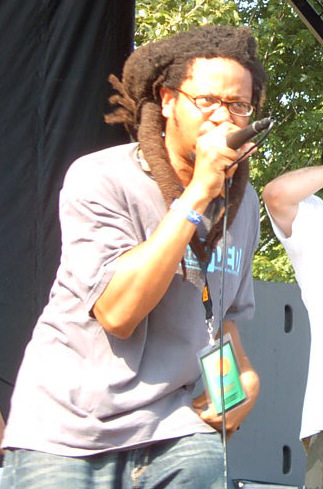
Mr. Lif live auf dem Pitchfork Music Festival (2007)

Mr. Lif (* 11. Dezember 1977 in Boston, Massachusetts; bürgerlicher Name Jeffrey Haynes) ist ein US-amerikanischer Rapper. Er war einer der ersten Künstler, die auf El-Ps Label Definitive Jux unter Vertrag genommen wurden. Außerdem ist er Mitglied der Gruppe The Perceptionists.

## Leben
Mr. Lif wuchs im Stadtteil Brighton in Boston auf und begann Ende der 1990er-Jahre zu rappen. 1998 erschien seine erste Single, Elektro, die ihm Aufmerksamkeit seitens der Label Definitive Jux und Grand Royal bescherte. Über letzteres wurde ein Jahr später seine zweite Single, Farmhand / Settle the Score, veröffentlicht. 2000 wurde er dann bei Definitive Jux (damals noch Def Jux) unter Vertrag genommen. Im November desselben Jahres erschien seine Debüt-EP Enters the Colossus, auf der Mr. Lif erstmals mit seinem Labelboss El-P zusammenarbeitete. Außerdem war er auf einem Song des selbstbetitelten Debütalbums der Gruppe Deltron 3030 zu hören. Sein Live-Album Live in the Middle East wurde 2001 über Ozone Records veröffentlicht. 2002 erschien erst seine zweite EP Emergency Rations und später sein offizielles Debütalbum I Phantom, beide über Definitive Jux. Auf El-Ps Album Fantastic Damage ist Mr. Lif mit einem Gastpart vertreten (auf dem Song Blood, zusammen mit C-Rayz Walz).
2005 bildete Mr. Lif zusammen mit Akrobatik und DJ Fakts One die Hip-Hop-Gruppe The Perceptionists, die im selben Jahr ihr Album Black Dialogue über Definitive Jux veröffentlichten.
Sein zweites Soloalbum Mo’ Mega erschien 2006 über Definitive Jux und wurde zum Großteil von El-P produziert. Feature-Gäste sind die Rapper Aesop Rock, Murs und Blueprint.
2009 erschien sein drittes Album I Heard it Today, nach einer Trennung mit Definitive Jux über Bloodbot Tactical. Das Album ist, wie schon die Vorgänger, politisch orientiert und oft gesellschaftskritisch.
2020 erscheint das Album VANGARDE zusammen mit Stu Bangas.

## Diskografie

### Soloalben
- 2002: I Phantom (Definitive Jux)
- 2006: Mo’ Mega (Definitive Jux)
- 2009: I Heard it Today (Bloodbot Tactical)
- 2016: Don’t Look Down (Mello Music Group)
- 2017: Resilent (Waxsimile)
- 2020: Vangarde (Fat Beat Records)

### Live-Alben
- 2001: Live in the Middle-East (Ozone Records)

### EPs
- 2000: Enters the Colossus (Definitive Jux)
- 2002: Emergency Rations (Definitive Jux)

### The Perceptionists
- 2005: Black Dialogue (Definitive Jux)